# Срећа у торби
Срећа у торби је југословенски филм из 1961. године, који је режирао Радивоје Лола Ђукић.

## Радња
У сервисној станици долази до крађе. Шеф Рака успева да спречи лопове да однесу новац. Али ту почињу муке, јер Рака не зна шта да чини са милионима који су остали код њега. Страх га је да све пријави полицији, јер мисли да ће га оптужити за саучесништво у крађи. Рака ипак успева да се ослободи новца и ожени Маром која није хтела да чује за њега док му је новац био у рукама.

## Улоге
| Глумац                    | Улога                             |
| ------------------------- | --------------------------------- |
| Мија Алексић              | Рака, вд. шеф Сервисне станице    |
| Миодраг Петровић Чкаља    | Јордан, кувар                     |
| Вера Ђукић                | Мара, собарица и Ракина жена      |
| Михајло Викторовић        | Гроф                              |
| Александар Стојковић      | Баџа                              |
| Ђокица Милаковић          | Паја, благајник                   |
| Зоран Лонгиновић          | Перин комшија                     |
| Жарко Митровић            | Пера                              |
| Божидар Милетић           | Сретен (као Б. Милетић)           |
| Мића Татић                | милиционер                        |
| Марко Маринковић          | Сват                              |
| Мирослав Дуда Радивојевић | Сват (као Д. Радивојевић)         |
| Душан Антонијевић         | Сват (као Д. Антонијевић)         |
| Душан Крцун Ђорђевић      | Друг Нико (као Д. Ђорђевић)       |
| Вука Костић               | Чистачица у уреду (као В. Костић) |
| Љубица Секулић            | Жена у пошти (као Љ. Секулић)     |
| Душан Кандић              | Мали (као Д. Кандић)              |

Комплетна филмска екипа  ▼
| Редитељ                   | Радивоје Лола Ђукић    |                                         |
| Сценариста                | Радивоје Лола Ђукић    |                                         |
| Сценариста                | Новак Новак            |                                         |
| Композитор                | Јован Јовичић          |                                         |
| Директор фотографије      | Милорад Марковић       |                                         |
| Монтажер                  | Миланка Нановић        |                                         |
| Сценограф                 | Драгољуб Лазаревић     |                                         |
| Костимограф               | Мара Финци             | (као Мара Трифуновић Финци)             |
| Одсек за шминку           | Ванда Петровић         | шминкерка                               |
| Менаџер продукције        | Момчило Додочић        | помоћник директора филма                |
| Менаџер продукције        | Ђорђе Маринковић       | директор филма                          |
| Менаџер продукције        | Миодраг Микос Петровић | вођа снимања                            |
| Менаџер продукције        | Тома Станишић          | помоћник организатора                   |
| Менаџер продукције        | Тома Зарић             | помоћник директора филма                |
| Помоћник режије           | Арса Милошевић         | први помоћник редитеља                  |
| Помоћник режије           | Миса Мирковић          | помоћник редитеља                       |
| Одсек за звук             | Миодраг Недић          | тонски сарадник                         |
| Одсек за звук             | Хазир Сецировиц        | микроман (као Азир Шећиревић)           |
| Одсек за звук             | Иван Закић             | микроман                                |
| Одсек за камеру и расвету | Јосип Керекеш          | вођа расвете                            |
| Одсек за камеру и расвету | Божидар Милетић        | сниматељ                                |
| Одсек за камеру и расвету | Бранислав Станачевић   | пратилац камере                         |
| Одсек за камеру и расвету | Драган Стевановић      | пратилац камере                         |
| Одсек за камеру и расвету | Бранко Тодоровић       | фотограф                                |
| Одсек за костим           | Ружица Вулета          | гардеробер                              |
| Одсек за монтажу          | Дивна Богуновић        | асистент монтажера (као Дивна Турукало) |
| Остала екипа              | Радмила Ђорђевић       | секретар продукције                     |
| Остала екипа              | Тереза Павловић        | секретар режије                         |
| Остала екипа              | Бранислав Живојиновић  | технички саветник                       |